# Lobo-marinho-de-guadalupe
Arctocephalus townsendi, conhecido popularmente como lobo-marinho-de-guadalupe, é uma espécie de mamífero marinho da família Otariidae. Ocorre na ilha de Guadalupe e nas ilhas San Benito.

## Distribuição geográfica e habitat
A distribuição da espécie está centrada na ilha de Guadalupe, localizada a 241 km da costa da península de Baja California, no oceano Pacífico, costa oeste do México. Em 1997, uma pequena colônia foi descoberta nas ilhas San Benito, e desde a década de 1980 a espécie tem sido observada com mais frequência na ilha de São Miguel e em outras ilhas do Canal, assim como nas ilhas Farallon na costa norte da Califórnia. Vagrantes são registrados nas costas do Oregon e Washington.

## Conservação
A União Internacional para Conservação da Natureza (IUCN) classifica a espécie como "pouco preocupante". Nos Estados Unidos a espécie é listada como ameaçada pelo Marine Mammal Protection Act e U.S. Endangered Species Act desde 1985.